# Кубок володарів кубків 1981—1982
Кубок володарів кубків 1981–1982 — 22-ий розіграш Кубка володарів кубків УЄФА, європейського клубного турніру для переможців національних кубків.

## Учасники
| №п/п | Клуб                    | Турнір                                     |
| ---- | ----------------------- | ------------------------------------------ |
| 1    | «Динамо» (Тбілісі)      | Володар Кубка володарів кубків 1980—1981   |
| 2    | «Айнтрахт»              | Володар Кубка ФРН 1980—1981                |
| 3    | «Тоттенгем Готспур»     | Володар Кубка Англії 1980—1981             |
| 4    | «Аякс»                  | Фіналіст Кубка Нідерландів 1980—1981       |
| 5    | «Барселона»             | Володар Кубка Іспанії 1980—1981            |
| 6    | «Стандард»              | Володар Кубка Бельгії 1980—1981            |
| 7    | «Бастія»                | Володар Кубка Франції 1980—1981            |
| 8    | «Локомотив»             | Володар Кубка НДР 1980—1981                |
| 9    | «Вележ»                 | Володар Кубка Югославії 1980—1981          |
| 10   | СКА (Ростов-на-Дону)    | Фіналіст Кубка СРСР 1981                   |
| 11   | «Дукла»                 | Володар Кубка Чехословаччини 1980—1981     |
| 12   | «Лозанна»               | Володар Кубка Швейцарії 1980—1981          |
| 13   | «Рома»                  | Володар Кубка Італії 1980—1981             |
| 14   | «Порту»                 | Фіналіст Кубка Португалії 1980—1981        |
| 15   | «Рейнджерс»             | Володар Кубка Шотландії 1980—1981          |
| 16   | «Кальмар»               | Володар Кубка Швеції 1980—1981             |
| 17   | «Політехніка Тімішоара» | Фіналіст Кубка Румунії 1980—1981           |
| 18   | «Ботев»                 | Володар Кубка Болгарії 1980—1981           |
| 19   | «Вашаш»                 | Володар Кубка Угорщини 1980—1981           |
| 20   | «Вайле»                 | Володар Кубка Данії 1980—1981              |
| 21   | «Грацер»                | Володар Кубка Австрії 1980—1981            |
| 22   | «Суонсі Сіті»           | Володар Кубка Уельсу 1980—1981             |
| 23   | ПАОК                    | Фіналіст Кубка Греції 1980—1981            |
| 24   | «Легія»                 | Володар Кубка Польщі 1980—1981             |
| 25   | «Дандолк»               | Володар Кубка Ірландії 1980—1981           |
| 26   | «Волеренга»             | Володар Кубка Норвегії 1980                |
| 27   | «Балліміна Юнайтед»     | Володар Кубка Північної Ірландії 1980—1981 |
| 28   | «Анкарагюджю»           | Володар Кубка Туреччини 1980—1981          |
| 29   | «Енозіс Неон Паралімні» | Володар Кубка Кіпру 1980—1981              |
| 30   | «Женесс»                | Володар Кубка Люксембургу 1980—1981        |
| 31   | «Фрам»                  | Володар Кубка Ісландії 1980                |
| 32   | «Флоріана»              | Володар Кубка Мальти 1980—1981             |
| 33   | КТП                     | Володар Кубка Фінляндії 1980               |

## Попередній раунд
| Команда 1             | Заг. | Команда 2           | 1-й матч | 2-й матч |
| --------------------- | ---- | ------------------- | -------- | -------- |
| 19/26 серпня 1981     |      |                     |          |          |
| Політехніка Тімішоара | 2:5  | Локомотив (Лейпциг) | 2:0      | 0:5      |

## Перший раунд
| Команда 1                     | Заг.         | Команда 2           | 1-й матч | 2-й матч |
| ----------------------------- | ------------ | ------------------- | -------- | -------- |
| 15/30 вересня 1981            |              |                     |          |          |
| Женесс (Еш)                   | 2:7          | Вележ               | 1:1      | 1:6      |
| 16/30 вересня 1981            |              |                     |          |          |
| Фрам                          | 2:5          | Дандолк             | 2:1      | 0:4      |
| Аякс                          | 1:6          | Тоттенгем Готспур   | 1:3      | 0:3      |
| СКА (Ростов-на-Дону)          | 5:0          | Анкарагюджю         | 3:0      | 2:0      |
| Айнтрахт (Франкфурт-на-Майні) | 2:2 пен. 5:4 | ПАОК                | 2:0      | 0:2 дч   |
| Свонсі Сіті                   | 1:3          | Локомотив (Лейпциг) | 0:1      | 1:2      |
| Дукла                         | 4:2          | Рейнджерс           | 3:0      | 1:2      |
| Барселона                     | 4:2          | Ботев               | 4:1      | 0:1      |
| Волеренга                     | 3:6          | Легія (Варшава)     | 2:2      | 1:4      |
| Лозанна                       | 4:4 (ч)      | Кальмар             | 2:1      | 2:3      |
| КТП                           | 0:5          | Бастія              | 0:0      | 0:5      |
| Динамо (Тбілісі)              | 4:2          | Грацер              | 2:0      | 2:2      |
| Енозіс Неон Паралімні         | 1:8          | Вашаш               | 1:0      | 0:8      |
| Балліміна Юнайтед             | 0:6          | Рома                | 0:2      | 0:4      |
| 16 вересня/1 жовтня 1981      |              |                     |          |          |
| Флоріана                      | 1:12         | Стандард (Льєж)     | 1:3      | 0:9      |
| Вайле                         | 2:4          | Порту               | 2:1      | 0:3      |

## Другий раунд
| Команда 1                  | Заг.         | Команда 2                     | 1-й матч | 2-й матч |
| -------------------------- | ------------ | ----------------------------- | -------- | -------- |
| 21 жовтня/4 листопада 1981 |              |                               |          |          |
| Дандолк                    | 1:2          | Тоттенгем Готспур             | 1:1      | 0:1      |
| СКА (Ростов-на-Дону)       | 1:2          | Айнтрахт (Франкфурт-на-Майні) | 1:0      | 0:2      |
| Локомотив (Лейпциг)        | 2:2 пен. 3:0 | Вележ                         | 1:1      | 1:1 дч   |
| Дукла                      | 1:4          | Барселона                     | 1:0      | 0:4      |
| Легія (Варшава)            | 3:2          | Лозанна                       | 2:1      | 1:1      |
| Бастія                     | 2:4          | Динамо (Тбілісі)              | 1:1      | 1:3      |
| Вашаш                      | 1:4          | Стандард (Льєж)               | 0:2      | 1:2      |
| Порту                      | 2:0          | Рома                          | 2:0      | 0:0      |

## 1/4 фіналу
| Команда 1           | Заг. | Команда 2                     | 1-й матч | 2-й матч |
| ------------------- | ---- | ----------------------------- | -------- | -------- |
| 3/17 березня 1982   |      |                               |          |          |
| Тоттенгем Готспур   | 3:2  | Айнтрахт (Франкфурт-на-Майні) | 2:0      | 1:2      |
| Локомотив (Лейпциг) | 2:4  | Барселона                     | 0:3      | 2:1      |
| Легія (Варшава)     | 0:2  | Динамо (Тбілісі)              | 0:1      | 0:1      |
| Стандард (Льєж)     | 4:2  | Порту                         | 2:0      | 2:2      |

## 1/2 фіналу
| Команда 1         | Заг. | Команда 2       | 1-й матч | 2-й матч |
| ----------------- | ---- | --------------- | -------- | -------- |
| 7/21 квітня 1982  |      |                 |          |          |
| Тоттенгем Готспур | 1:2  | Барселона       | 1:1      | 0:1      |
| Динамо (Тбілісі)  | 0:2  | Стандард (Льєж) | 0:1      | 0:1      |

## Фінал
| 12 травня 1982 |

| Барселона               | 2:1      | Стандард (Льєж)  |
| ----------------------- | -------- | ---------------- |
| Сімонсен 45+2' Кіні 63' | Протокол | Вандерсміссен 8' |

| Камп Ноу, Барселона Глядачів: 80 000 Арбітр: Вальтер Ешвайлер |

| Володар Кубка володарів кубків 1981—1982 |
| ---------------------------------------- |
| Іспанія                                  |
| Барселона 2-й титул                      |